# José Echegaray
José Echegaray y Eizaguirre (n. 19 aprilie 1832 Madrid - d. 14 septembrie 1916) a fost inginer, dramaturg, matematician și politician spaniol de origine bască, primul laureat al Premiului Nobel pentru Literatură spaniolă în 1904.

## Motivația Juriului Nobel
"ca recunoaștere a numeroaselor și strălucitelor sale scrieri care, într-o manieră personală și plină de originalitate, au reînviat marile tradiții ale dramei spaniole" 

## Date biografice
José Echegaray s-a născut la Madrid. Inginer de profesie, după propria sa mărturisire, între activitățile și vocațiile sale, literatura se situează pe locul al doilea, între matematică și politică. Echegaray a fost pe lângă dramaturg și membru al Academiei de Limbă Spaniolă din 1869, profesor de matematici și politician progresist. A fost deputat în Adunarea Constituantă din 1869, ministru al Economiei Naționale după revoluția din 1868, ministru de Finanțe în 1864, creator al Băncii Spaniole și fondator al Partidului Republican Progresist, al cărui manifest din 1880 îl semnează.
Opera sa, foarte inegală ca valoare și foarte abundentă, cuprinde peste 150 de piese reprezentate între 1874, anul debutului său cu El libro talonario, semnat Jorge Hayaseca, și anul 1908. Ea cuprinde trei direcții tematice:
- drame istorice de tip romantic;
- drame de inspirație contemporane;
- piese de idei, în stilul dramelor ibseniene.

În anul 1917 a publicat un volum de amintiri (Recuerdos).